# Hl. Herz Jesu (Stadtoldendorf)

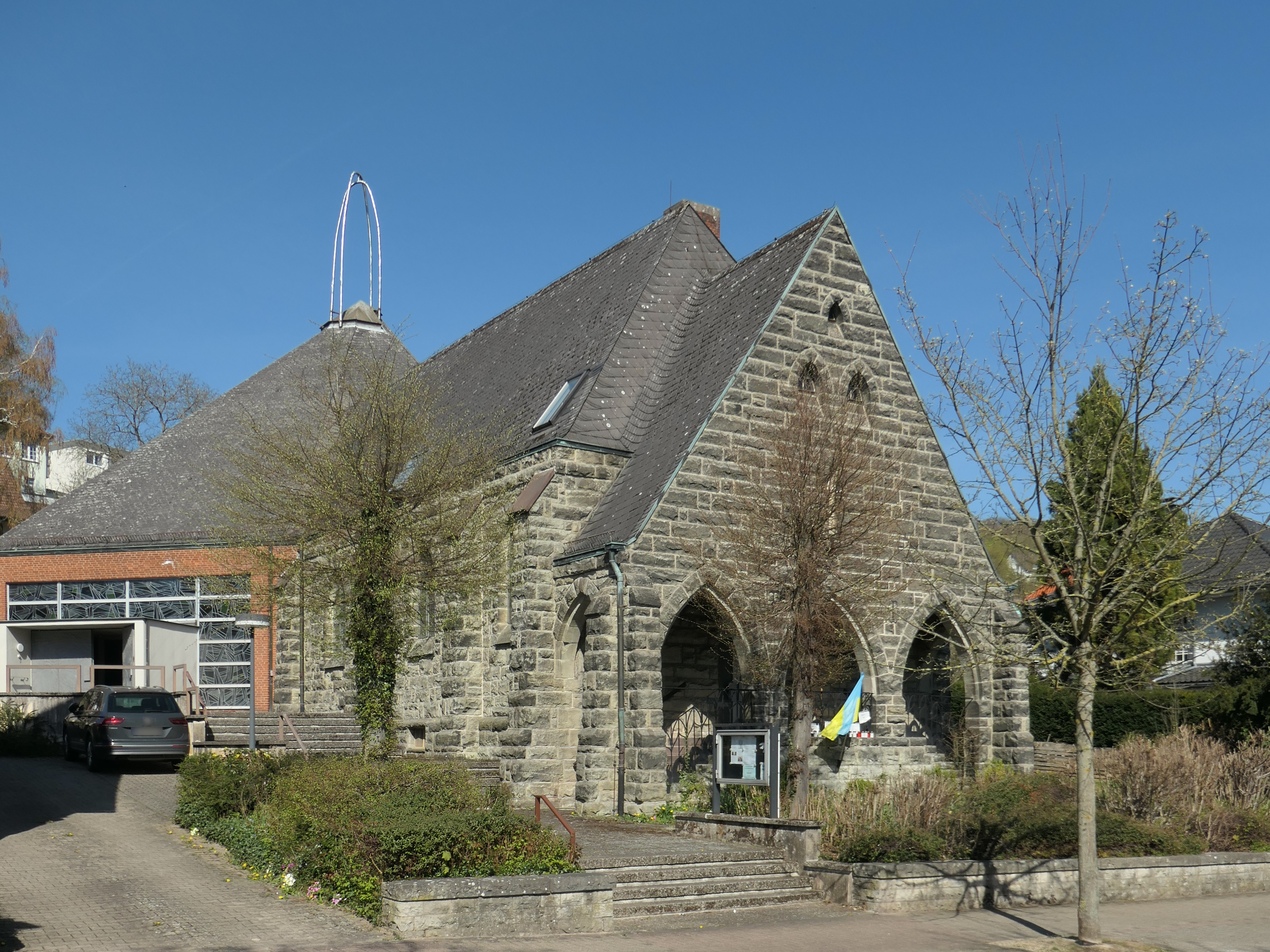
Ehemalige Kapelle, links im Hintergrund die Kirche

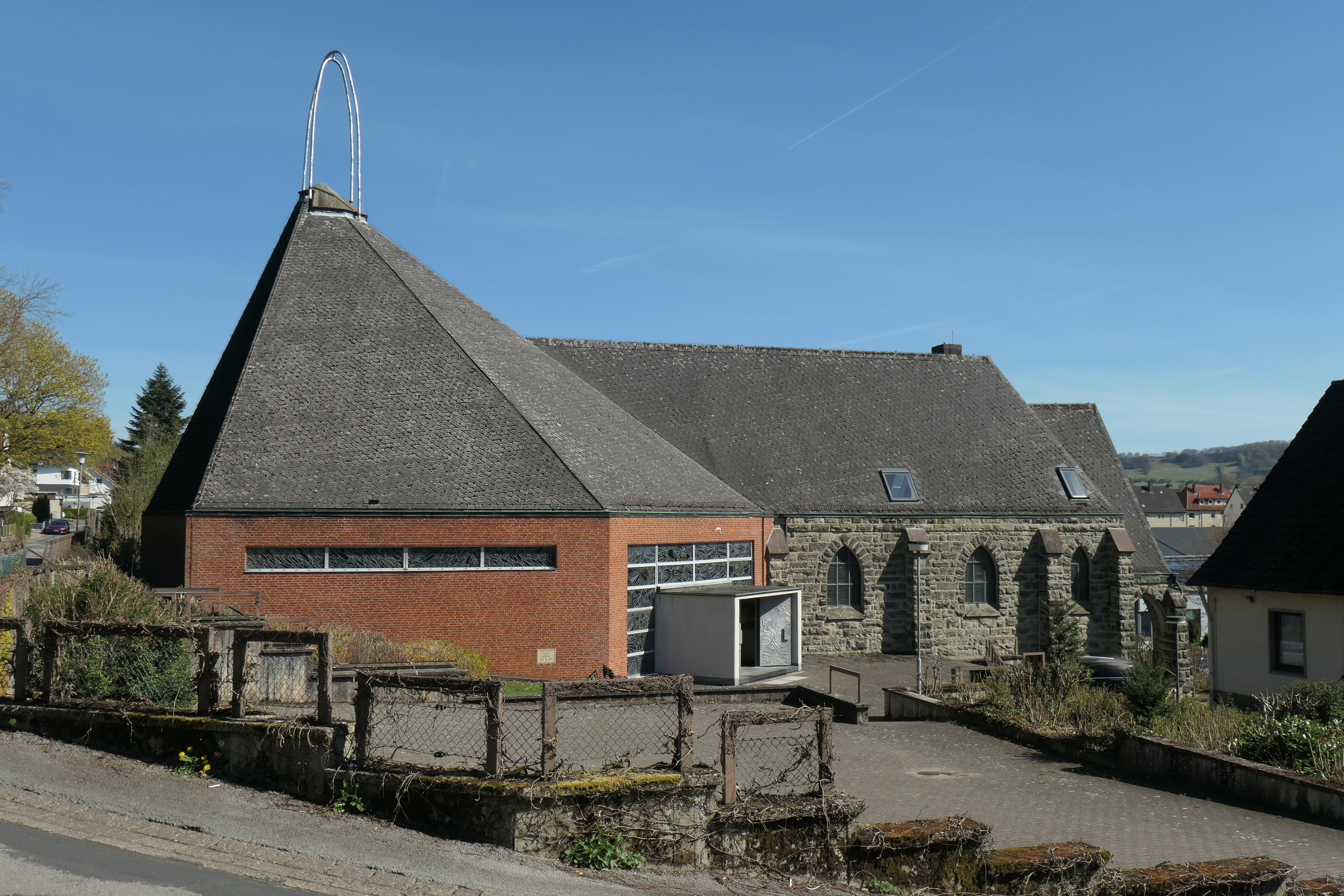
Kirche, rechts im Hintergrund die ehemalige Kapelle

Die Kirche Heilig Herz Jesu ist die katholische Kirche in Stadtoldendorf, einer Stadt im Landkreis Holzminden in Niedersachsen. Das nach dem Heiligsten Herzen Jesu benannte Gotteshaus ist eine Filialkirche der Pfarrei Maria Königin mit Sitz in Bodenwerder, im Dekanat Weserbergland des Bistums Hildesheim. Die ehemalige Kapelle ist im Denkmalatlas Niedersachsen unter der ID 26805335 als Baudenkmal verzeichnet.

## Geschichte
1542 wurden Stadtoldendorf und seine Kirche durch die Reformation protestantisch.
Nachdem sich wieder Katholiken in Stadtoldendorf niedergelassen hatten, wurden von Juni 1899 an durch Geistliche aus Holzminden in Stadtoldendorf Heilige Messen gehalten.
Bereits im Jahre 1900 erfolgte in Stadtoldendorf der Erwerb eines Kirchbauplatzes, und 1904 folgte die Gründung eines Kirchbauvereins. Der Bau der Kirche, die als Bruchsteinbau im Baustil der Neugotik ausgeführt wurde und über einen Dachreiter verfügte, begann im März 1911. Am 8. Oktober 1911 erfolgte ihre Einweihung durch Karl Grube, den Propst von Braunschweig. Die kleine Kirche trug bereits das Patrozinium Hl. Herz Jesu, sie wurde zunächst von Geistlichen aus Holzminden betreut. Der Bau wird dem Architekten Maximilian Jagielski zugeschrieben, nach anderer Quelle wurde die Kapelle nur im von Jagielski favorisierten Baustil errichtet. Erst 1944 bekam die Kirche einen eigenen Geistlichen.
Durch die Flucht und Vertreibung Deutscher aus Mittel- und Osteuropa 1945–1950 stieg die Zahl der Katholiken der Kirchengemeinde Stadtoldendorf bis Ende 1946 auf rund 4500 an. 1948/49 erfolgte nach Plänen des Architekten Hans Lauber aus Holzminden neben der Kirche der Bau des Pfarr- und Gemeindehauses. Am 1. Juni 1956 wurde die selbstständige Kuratie Stadtoldendorf errichtet, zuvor gehörte Stadtoldendorf zur Kuratie Holzminden.
Nachdem die Kirche für die angewachsene Kirchengemeinde inzwischen zu klein geworden war, erfolgte 1969 ein teilweiser Abriss der Kirche und am 17. Juni 1969 durch Dechant Fritz Haase aus Bodenwerder die Grundsteinlegung für die heutige Kirche. Am 16. Mai 1970 fanden durch Bischof Heinrich Maria Janssen die Weihen von Kirche und Altar statt, in diesem Zusammenhang wurde auch die Kuratiegemeinde Stadtoldendorf zur Pfarrei erhoben.
1990 gehörten der Pfarrei Stadtoldendorf, die damals zum Dekanat Holzminden gehörte, rund 1500 Katholiken an. Zur Pfarrei Stadtoldendorf gehörte zu dieser Zeit auch noch die Kapelle St. Anna in Lenne, die bis Januar 1991 als Filialkirche genutzt und 1997 profaniert wurde.
Zum 1. September 2008 wurde die Pfarrei Stadtoldendorf aufgehoben und ihre Herz-Jesu-Kirche der Pfarrei St. Maria Königin in Bodenwerder als Filialkirche angeschlossen. Am 1. September 2012 wurden auch die Dekanate Hameln-Holzminden, zu dem die Kirche in Stadtoldendorf zuvor gehörte, und Bückeburg zum heutigen Dekanat Weserbergland vereinigt.

## Architektur

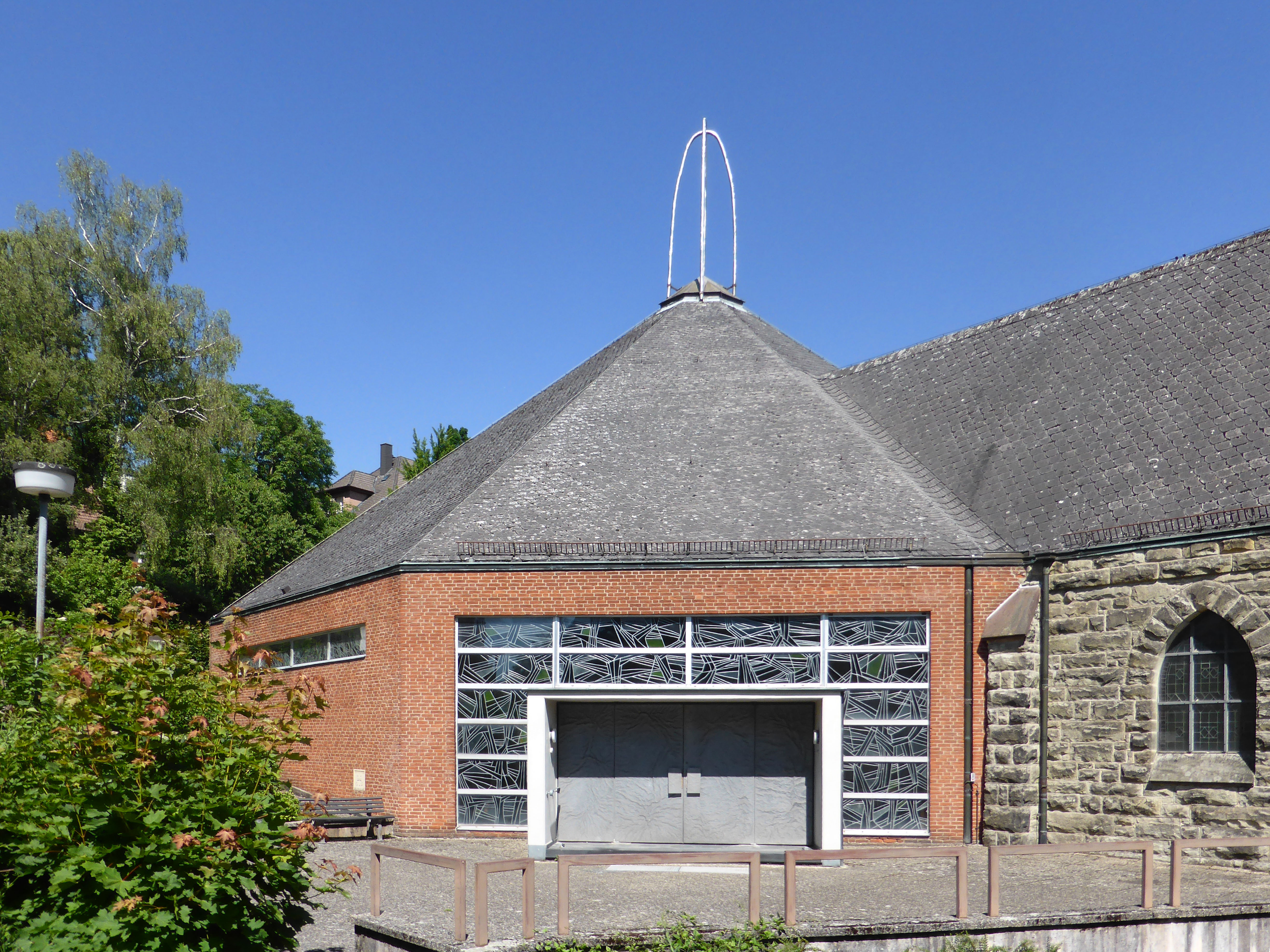
Kirche von 1969/70

Die Kirche steht auf dem Grundstück Hagentorstraße 15, zwischen der Hagentorstraße und der Straße Kampworth. Das 1969/70 erbaute Gotteshaus entstand nach Plänen des Architekten Karl August Muth aus Hannover auf dem Grundriss eines unregelmäßigen Fünfecks. Das Gebäude ist mit einem Zeltdach eingedeckt, auf der Spitze des Daches stellen zwei Stahlbügel eine Krone dar. Die Stahlbetonwände des Gotteshauses sind außen und innen mit roten Klinkerriemchen verblendet. Ein geplanter Glockenträger wurde aus finanziellen Gründen nicht realisiert. Ihre Vorgängerkirche dient heute als Werktagskapelle und Pfarrheim.
Die Buntglasfenster entstanden nach Entwürfen von Erentrud Trost in der Werkstatt von Curt Bernhard in Telgte. Im Zentrum des Altarraums der heutigen Kirche stehen der Altar und der Tabernakel. Neben dem Tabernakel ist eine Herz-Jesu-Statue platziert, die zuvor in Bodenwerder stand und vermutlich aus der Zeit um 1900 stammt. Das Hängekreuz über dem Altar wurde 1970 von Erentrud Trost gefertigt. 